# Bulletin of the British Ornithologists' Club
O Bulletin of the British Ornithologists' Club é uma revista periódica científica ornitológica publicada pelo British Ornithologists' Club, sendo frequentemente citado pelo acrônimo Bull. B.O.C.ou simplesmente The Bulletin. Esta publicação remonta à fundação do clube, possuindo como seu primeiro editor o ornitólogo inglês Richard Bowdler Sharpe, dentro do período de 1892 e 1904.
Durante a sua existência, a revista publicou uma série de descrições de espécies de aves, então desconhecidas pela ornitologia. Sendo publicado desde 1892, de maneira trimestral. A partir de março de 2017 (Vol. 137; No. 1), a revista se tornaria exclusivamente online, de acesso aberto, atribuindo como a razão desta mudança as: "as realidades das tendências atuais na publicação de periódicos acadêmicos, o lento declínio no número de leitores das cópias impressas da Bull. Brit. Orn. Club e nossas responsabilidades de caridade de benefício público".
Os periódicos publicados pelo British Ornithologists' Club, incluindo o Bull. B.O.C. são disponibilizados para visualização e download no BioOne. Os conteúdos anteriores estão disponibilizados no Biodiversity Heritage Library (BHL).
Desde 2004, seu editor honorário é Guy Kirkwan.

## Lista de editores
Lista simples de editores em ordem de posse e período de mandato:
- Richard Bowdler Sharpe (1892–1904)
- William Robert Ogilvie-Grant (1904–1914)
- David Armitage Bannerman (1914–1915)
- D. Seth-Smith (1915–1920)
- Percy R. Lowe (1920–1925)
- Norman B. Kinnear (1925–1930)
- G. Carmichael Low (1930–1935; 1940–1945)
- C. H. B. Grant (1935–1940; 1947–1952)
- W. P. C. Tenison (1945–1947)
- J. G. Harrison (1952–1961)
- J.J. Yealland (1962–1969)
- C.W. Benson (1969–1974)
- Hugh Elliott (1974–1975)
- J.F. Monk (1976–1990)
- D.W. Snow (1991–1997)
- C.J. Feare (1997–2003)
- G.M. Kirwan (2004–atualmente)